# ルイス・シェリー

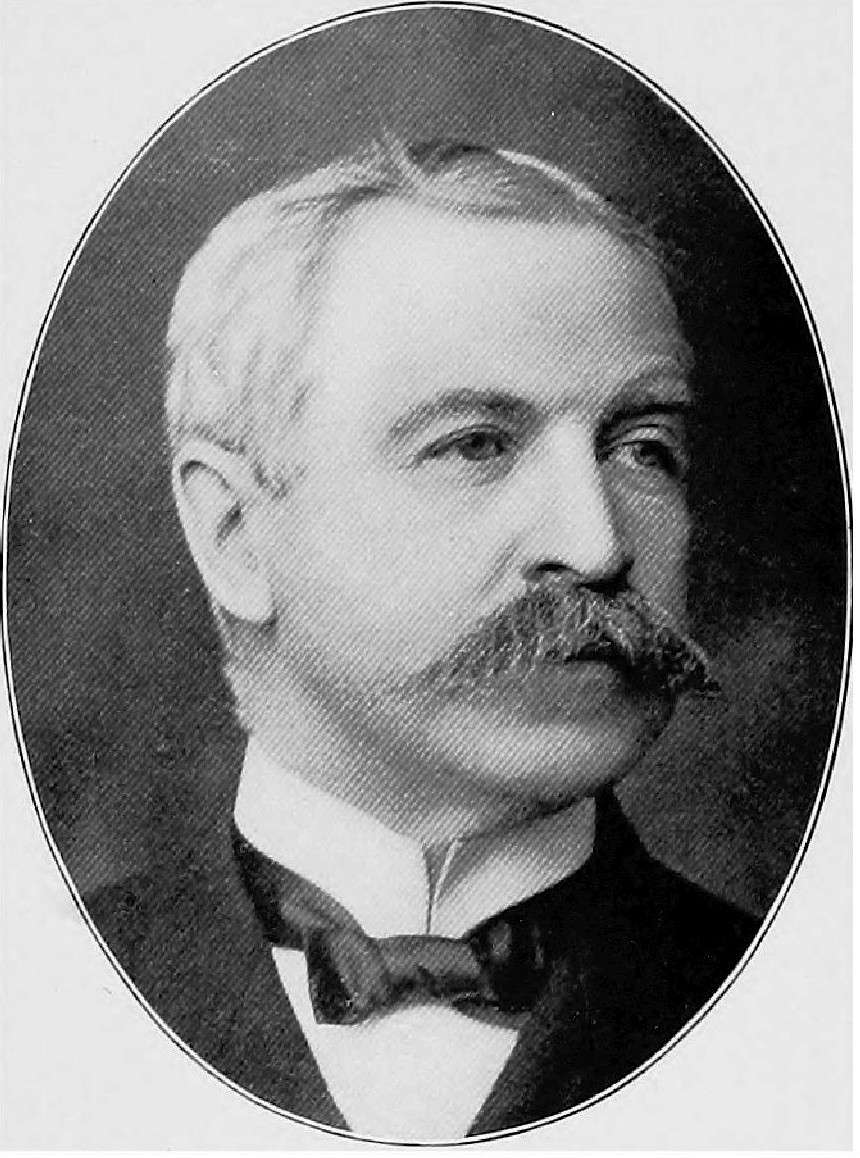
ルイス・シェリー（1889年）

ルイス・シェリー（Louis Sherry, 1855年 - 1926年）は、アメリカ合衆国出身の実業家、料理人。金ぴか時代および20世紀初頭にレストラン経営や、ケータリング、菓子職人及びホテル経営を行った。彼の名前は、高級ブランドのキャンディーとアイスクリーム、ニューヨーク市のシェリー・ネザーランド・ホテルに関連付けられている。

## 初期の生活
シェリーはフランス系カナダ人の両親の元で、セントオールバンズで生まれる。カナダのモントリオールでホテルのバスボーイとして働いた経験がある。その後ニューヨーク市に移り、すぐにホテル・ブランズウィック（Hotel Brunswick）でのレストラン事業で名を馳せ、その後、レストランマネージャーとしてニュージャージー州のホテル・エルバーオン（Hotel Elberon）で働いた。

## ビジネス

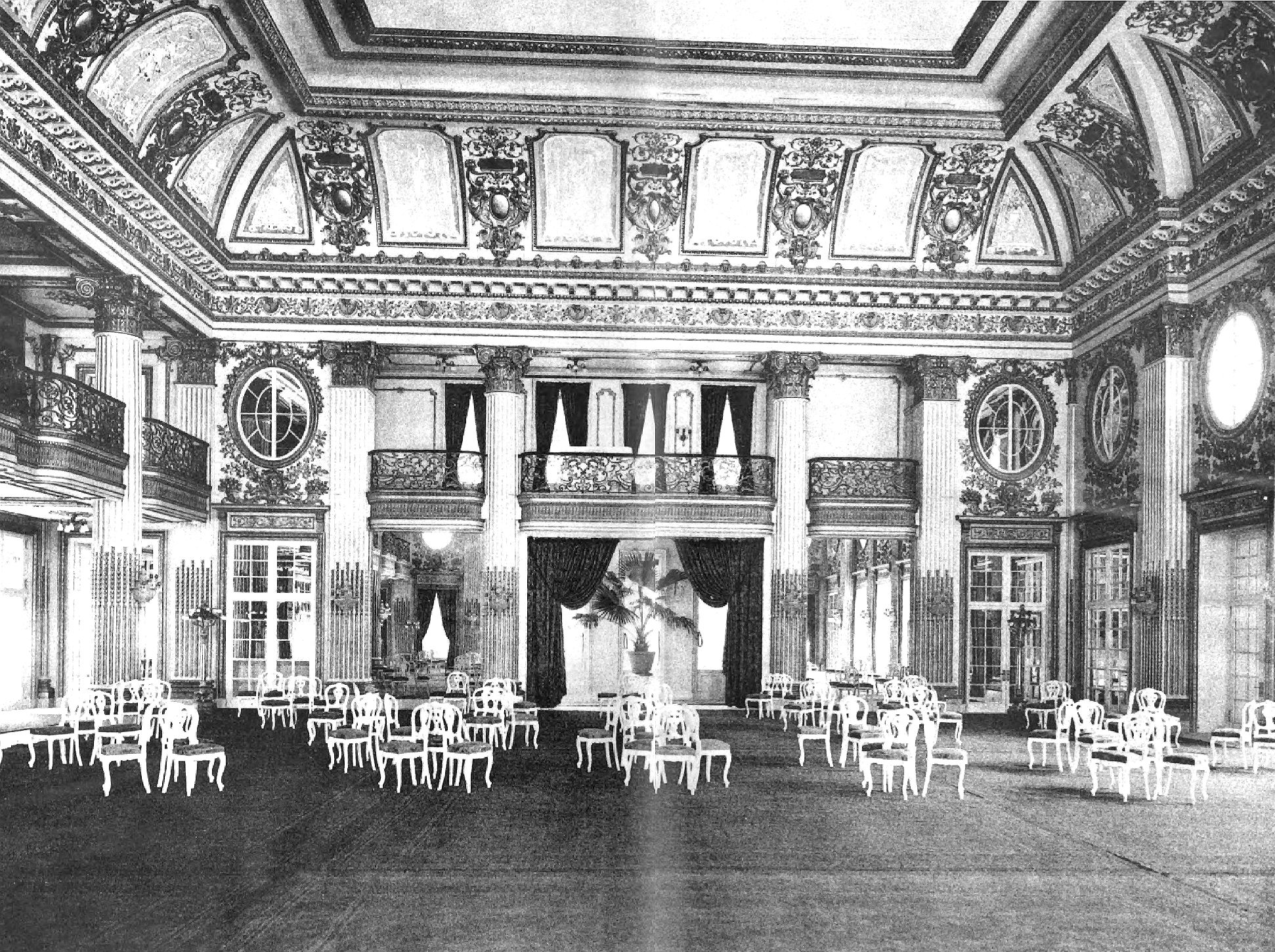
シェリーレストランの大舞踊場（1898年）

### レストラン
1880年頃、ホテル・エルバーオンで働いている時に1,300ドルを貯め、シェリーは最初のレストランをニューヨーク市の6番街で始めた。新しい施設は最初は少し苦労したが、シェリーは「可憐な装飾」と「サービスの斬新さ」によって金ぴか時代のニューヨークのエリート層からの支持を得た。シェリーは短期間で、このレストランを5番街のより大きな場所に移転した。しかし、その場所でさえ小さすぎることが分かり、再び5番街のより大きな場所へレストランを拡大した。

### 菓子
1919年、禁酒法の導入により、シェリーは自身が経営するレストランと大舞踊場の閉鎖を発表した。シェリーは「何世代にもわたって、ニューヨークで最も華麗な懇親会の舞台でした」と述べた。レストランの代わりに、シェリーはすぐにルイス・シェリー社 を設立し、資本金は40万ドルで、ケータリングとキャンディーとペイストリーの製造と販売を行うことを目的としている。彼はこのビジネスのために5番街に新しい店を開いた。またこの事業のためにシェリーはウォルドルフ＝アストリア・ホテル（Waldorf-Astoria Hotel）との提携を発表した。

### シェリー・ネザーランド・ホテル
彼の名前は付いているが、シェリーは個人的にシェリー・ネザーランド・ホテルには関わっていないとされている。もともとネザーランド・ホテルはウィリアム・ウォルドルフ・アスター（William Waldorf Astor）のために1892年頃に建てられた。1924年にフレデリック・ブラウン（Frederick Brown）によって買収された。新たに完成しようとしていた、ネザーランド・ホテルがルイス・シェリー社（シェリー・ネザーランド・カンパニーと呼ばれる子会社を通じて）に買収されたのは、1927年3月（シェリーの死からほぼ1年後）だった。

## 趣味
シェリーは馬術とワイン収集に熱心だった。彼の遺体はニューヨーク市のブロンクス区にあるウッドローン墓地に埋葬されている。